# Luperina radians
Luperina radians är en fjärilsart som beskrevs av Joannis. Luperina radians ingår i släktet Luperina och familjen nattflyn. Inga underarter finns listade i Catalogue of Life.